# Natsuko Hara
Natsuko Hara (原 菜摘子, Hara Natsuko, Ome, 1 maart 1989) is een Japans voormalig voetbalster.

## Carrière

### Clubcarrière
Hara begon haar carrière in 2006 bij Nippon TV Beleza. In 10 jaar speelde zij er 149 competitiewedstrijden. In 2015 beëindigde zij haar carrière als voetbalster.

### Interlandcarrière
Hara nam met het Japans nationale elftal O20 deel aan het WK onder 20 in 2008.
Hara maakte op 13 januari 2010 haar debuut in het Japans vrouwenvoetbalelftal tijdens een wedstrijd tegen Denemarken. Ze heeft twee interlands voor het Japanse elftal gespeeld.

## Statistieken
| Japans vrouwenvoetbalelftal | Japans vrouwenvoetbalelftal | Japans vrouwenvoetbalelftal |
| Jaar                        | Wed.                        | Dlp.                        |
| --------------------------- | --------------------------- | --------------------------- |
| 2010                        | 2                           | 0                           |
| Totaal                      | 2                           | 0                           |